# Псора
Псора или Псоре (грч. Υψηλό, до 1928. грч. Ψόχωρι) је насељено место у општини Костур у периферији Западна Македонија, Грчка. Према попису из 2021. године било је 16 становника.
Према бугарском географу и историчару, Василу Канчову, у Псори је 1900. године живело 84 Словена хришћана. Македонски историчар Тодор Симовски, 1998. године наводи да је Псора словенско насеље.